# Banffshire
Banffshire (Siorrachd Bhanbh in gaelico scozzese) è una piccola contea tradizionale del nord della Scozia.
La città principale è Banff.  Il Banffshire confina a nord con il Moray Firth, ad ovest con il Morayshire e l'Inverness-shire, ed infine a sud con l'Aberdeenshire.
Durante la guerra civile inglese del XII secolo il Banffshire si trasformò in una delle roccaforti Reali. La regione rimase largamente di maggioranza cattolica dopo la riforma nel XVI secolo, periodo in cui fu luogo di numerose rivolte. Dal 1974 al 1996 la regione fu compresa nella regione del Granpian. Oggi, nella nuova suddivisione amministrativa scozzese, appartiene a due distretti diversi: il Moray e l'Aberdeenshire.
In quest'area si possono ammirare le rovine di diversi castelli medioevali nonché la chiesa di Gamrie del XII secolo.